# Sedum goldmanii
Sedum goldmanii là một loài thực vật có hoa trong họ Crassulaceae. Loài này được (Rose) Moran miêu tả khoa học đầu tiên năm 1996.